# Wzmocnienie sygnału metodą odwracalnej wymiany
Wzmocnienie sygnału metodą odwracalnej wymiany, SABRE (od angielskiego Signal Amplification by Reversible Exchange) – jedna z dwóch metod wzmocnienia sygnału rezonansu magnetycznego wykorzystujących parawodór. 
Przeprowadzenie eksperymentu SABRE wymaga zmieszania roztworu cząsteczki, która będzie hiperpolaryzowana, katalizatora przeniesienia hiperpolaryzacji oraz parawodoru.

## Hiperpolaryzacja
Ze względu na małą różnicę energii między stanami spinowymi wodoru, różnica w ich obsadzeniu jest bardzo mała. Różnica ta nazywana jest polaryzacją. W stanie równowagi termodynamicznej różnice te są niewielkie, rzędu 10-6. Celem hiperpolaryzacji jest zwiększenie różnicy obsadzeń tych poziomów przy zadanych parametrach pola magnetycznego spektrometru w celu wykrycia wyraźniejszego sygnału NMR.

## Parawodór
Do przeprowadzenia hiperpolaryzacji metodą SABRE konieczne jest użycie parawodoru. Jest to jeden z izomerów spinowych wodoru. Różnią się one wzajemnym ułożeniem spinów jąder wodoru w cząsteczce H2. W temperaturze pokojowej stosunek między liczby cząsteczek ortowodoru do liczby cząsteczek parawodoru wynosi 3:1. W temperaturze około 77 K w mieszaninie takiej znajduje się mniej więcej równa liczba cząsteczek orto- i parawodoru.

## Katalizatory
Rolą katalizatora w hiperpolaryzacji metodą SABRE jest przeniesienie wysokiego stopnia polaryzacji jądrowej z jąder wodoru na jądra atomów hiperpolaryzowanej cząsteczki. Stosowanie katalizatorów zawierających toksyczny iryd przez długi czas stanowiło przeszkodę w zastosowaniu produktów SABRE w celach biomedycznych, podobnie jak kwestia rozpuszczalności rzeczonych katalizatorów. Nowe perspektywy w tym zakresie stwarza zastosowanie katalizatorów niezawierających atomów metalu. Prowadzone są także prace nad minimalizacją stężenia katalizatora w mieszaninie podawanej pacjentowi poprzez separację katalizatora. Niedawno pojawiły się doniesienia o hiperpolaryzacji związków przeciwnowotworowych w celu badania ich metabolizmu.
Istotnym czynnikiem wpływającym na efektywność transferu polaryzacji jest zatłoczenie steryczne katalizatora.

## Przebieg eksperymentu SABRE
Podczas eksperymentu SABRE roztwór katalizatora oraz hiperpolaryzowanej cząsteczki wystawiany jest na kontakt z parawodorem. W wyniku tego tworzy się labilny kompleks katalizator – substraty – wodór, który po pewnym czasie się rozpada. Dzięki temu istnieje możliwość wielokrotnego hiperpolaryzowania danej cząsteczki.